# Electroretard
Albums de Melvins
The Crybaby
(2000) Colossus of Destiny
(2001)
Electroretard est un album des Melvins sorti en 2001 chez Man's Ruin Records. L'album contient un morceau expérimental dans lequel les sons sont joués à l'envers, trois reprises et quatre anciennes chansons du groupe retravaillées.

## Pistes
1. Shit Storm (Melvins) – 4 min 06 s
2. Youth Of America (Sage) – 9 min 16 s
3. Gluey Porch Treatments (Osborne) – 47 s
4. Revolve (Deutrom/Osborne) – 4 min 20 s
5. Missing (The Cows) – 4 min 09 s
6. Lovely Butterflies (Melvins) – 6 min 02 s
7. Tipping The Lion (Osborne) – 3 min 47 s
8. Interstellar Overdrive (Barrett) – 9 min 49 s

## Personnel
- The Melvins - musiciens
  - Buzz Osborne - Chant, guitare et RMS 2000
  - Dale Crover - Batterie, guitare, chœurs, orgue et RMS 2000
  - Kevin Rutmanis (en) - Guitare basse, chœurs, slide bass, strings arrangement et RMS 2000
  - Mark Deutrom (en) - Guitare basse sur "Shit Storm", "Tipping the Lion" et "Interstellar Overdrive"
- Tim Green - Ingénieur du son pistes 1-6
- Michael Rozon - Mixage sur pistes 1-6
- Joe Barresi (en) - Ingénieur du son sur pistes 7-8, mixage sur pistes 7-8
- John Golden - Mastering
- Frank Kozik (en) - artwork